# Kököczü Teb-Tengri
Kököczü Teb-Tengri (zm. ok. 1207) – mongolski szaman i wróżbita.

## Życiorys
Syn Mönglika, wpływowy doradca Czyngis-chana w pierwszym okresie jego rządów. Według Tajnej historii Mongołów pełnił godność bekiego – wróżbity. W późniejszym czasie, w źródłach nie spotykamy się już z takiego rodzaju urzędem.
W 1183 roku to prawdopodobnie właśnie Teb-Tengri wybrał dla Temudżina tytuł czyngis-chana i ogłosił go oficjalnie władcą. W początkach XIII wieku przy pomocy 6 braci zbudował sile stronnictwo polityczne i usiłował zdobyć wpływ na najważniejsze osoby w państwie. W 1207 roku Teb-Tengri zorganizował własny niezależny od chańskiego dwór, do którego zaczęli się przenosić liczni dostojnicy. Popadł jednak w konflikt z braćmi Czyngis-chana, najpierw z Kasarem a następnie z Otcziginem. Po pobiciu, przez braci Kököczü, Kasara, Czyngis-chan stanął po stronie szamana, który sugerował, że Kasar zamierza przejąć władzę. Jednak po upokorzeniu Otczigina Czyngis-chan pozwolił mu się zemścić. Teb-Tengri został wezwany do Jurty wielkiego chana i tam Otczigin wyzwał go na pojedynek (walka wręcz, bez użycia broni była tradycyjnym sposobem rozwiązywania konfliktów na dworze mongolskim). Gdy obaj przeciwnicy wychodzili na zewnątrz w przedsionku Jurty, Kököczü Teb-Tengri został schwytany przez służących Otczigina i złamano mu kręgosłup. Po jego śmierci stronnictwo Kongoktanów przestało istnieć. Choć Kököczü Teb-Tengri nazywany jest w źródłach szamanem, badacze wskazują, że poza nazwą, nie miał on wiele wspólnego z właściwymi szamanami. Był raczej kapłanem i prorokiem monoteistycznej, bądź dualistycznej religii.